# Sibianor
Genre
Sibianor est un genre d'araignées aranéomorphes de la famille des Salticidae.

## Distribution
Les espèces de ce genre se rencontrent en Asie, en Europe, en Afrique et en Amérique du Nord.

## Liste des espèces
Selon World Spider Catalog (version 25.5, 09/01/2025) :
- Sibianor aemulus (Gertsch, 1934)
- Sibianor anansii Logunov, 2009
- Sibianor annae Logunov, 2001
- Sibianor aurocinctus (Ohlert, 1865)
- Sibianor caucasicus Logunov, 2024
- Sibianor japonicus (Logunov, Ikeda & Ono, 1997)
- Sibianor kenyaensis Logunov, 2001
- Sibianor kochiensis (Bohdanowicz & Prószyński, 1987)
- Sibianor larae Logunov, 2001
- Sibianor latens (Logunov, 1991)
- Sibianor nigriculus (Logunov & Wesołowska, 1992)
- Sibianor proszynski (Zhu & Song, 2001)
- Sibianor pullus (Bösenberg & Strand, 1906)
- Sibianor stepposus (Logunov, 1991)
- Sibianor tantulus (Simon, 1868)
- Sibianor turkestanicus Logunov, 2001
- Sibianor victoriae Logunov, 2001

## Systématique et taxinomie
Ce genre a été décrit par Logunov en 2001 dans les Salticidae.

## Publication originale
- Logunov, 2001 : « A redefinition of the genera Bianor Peckham & Peckham, 1885 and Harmochirus Simon, 1885, with the establishment of a new genus Sibianor gen. n. (Aranei: Salticidae). » Arthropoda Selecta, vol. 9, no 4, p. 221-286 (texte intégral).